# Wendisch-Deutsche Doppelkirche

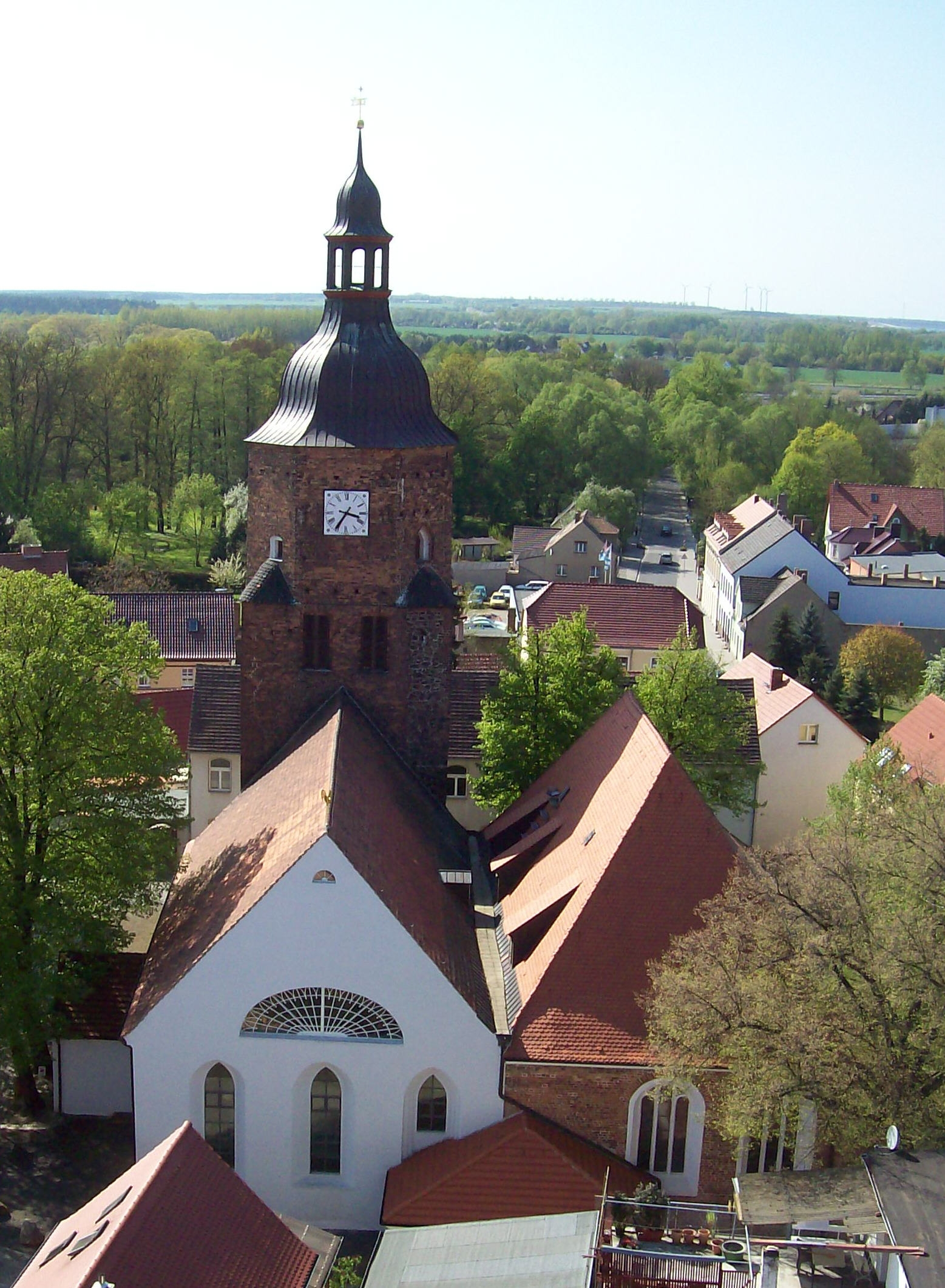
Blick auf die beiden Kirchenschiffe der Doppelkirche

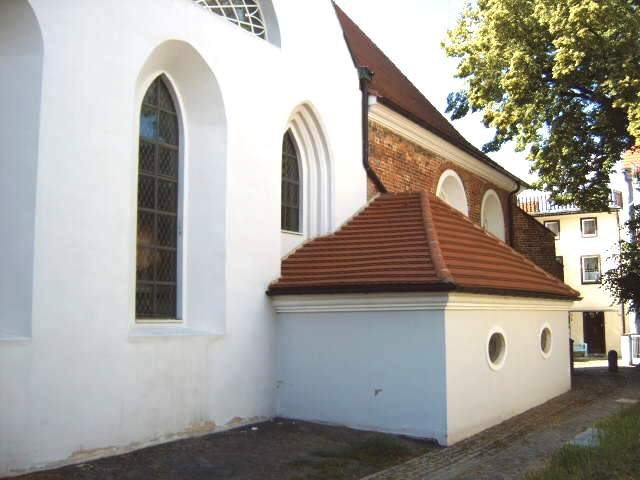
Sakristei vor den beiden Kirchenschiffen, links wendische Kirche, rechts deutsche Kirche.

Die Wendisch-Deutsche Doppelkirche (niedersorbisch Serbsko-nimska dwójna cerkwja we Wětošowje) ist eine Doppelkirche in Vetschau/Spreewald. Die evangelische Kirche verfügt über zwei nebeneinander errichtete Kirchenschiffe.

## Geschichte

### Vorgängerbau
Der erste Kirchenbau an dieser Stelle dürfte bereits Ende des 13. Jahrhunderts im Zuge der Christianisierung der hier lebenden Sorben (Wenden) entstanden sein. Diese wendische Kirche war aus Feld- und Raseneisensteinen gebaut. Im Zuge der Reformation wurde die Kirche 1540 evangelisch, der Religion der Schlossherrschaft derer von Schlieben folgend. Bei einem Stadtbrand im Jahr 1619 brannte die Kirche ab. Weitere Schäden entstanden bei einem Brand im Jahr 1642. Erhalten blieb nur der Turmsockel, der noch heute den unteren Teil des Kirchturms bildet.

### Bau der wendischen Kirche

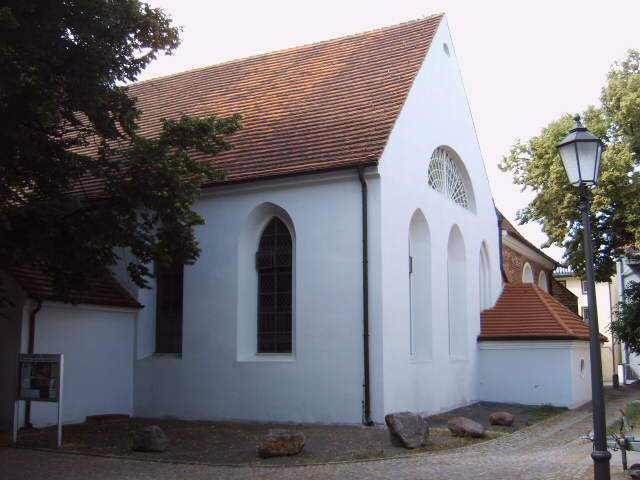
Wendische Kirche

Auf den alten Fundamenten wurde, wohl nach Ende des Dreißigjährigen Kriegs um 1650, eine neue schlichte rechteckige Backsteinkirche mit einer flachen Decke, sichtbaren Querbalken und hohen Spitzbogenfenstern errichtet. Der Westturm wurde zunächst nicht wieder aufgebaut. An der nördlichen Seite dieser Dorfkirche wurde eine Schlosskapelle angebaut. Diese Kapelle diente als Raum für die Gottesdienste der deutschen Schlossherren. Für diese und einige wenige Deutsche wurde hier nach Bedarf in Deutsch gepredigt.
Die eigentliche, später die wendische genannte Kirche bezeichnet eine Matrikel aus den Jahren 1673/1674 als Hauptkirche. Sie diente vor allem für die Gottesdienste in niedersorbischer (wendischer) Sprache für zehn benachbarte Ortschaften. Es wurde aber auch auf Deutsch gepredigt. Von deutscher Seite gab es jedoch Bemühungen, den Status der Hauptkirche der deutschen Kapelle zuzusprechen.

### Bau der deutschen Kirche

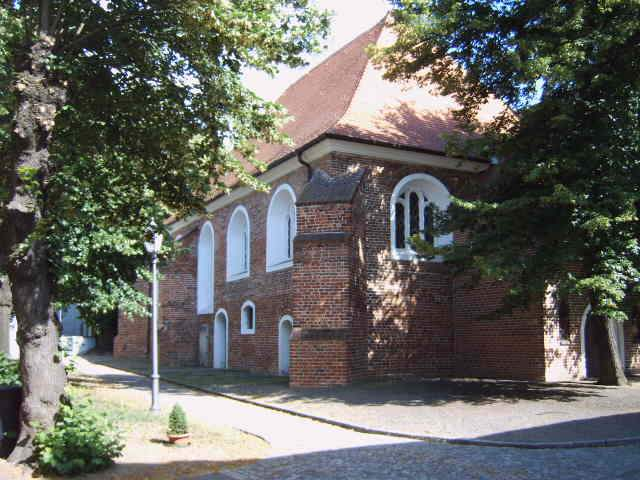
Deutsche Kirche

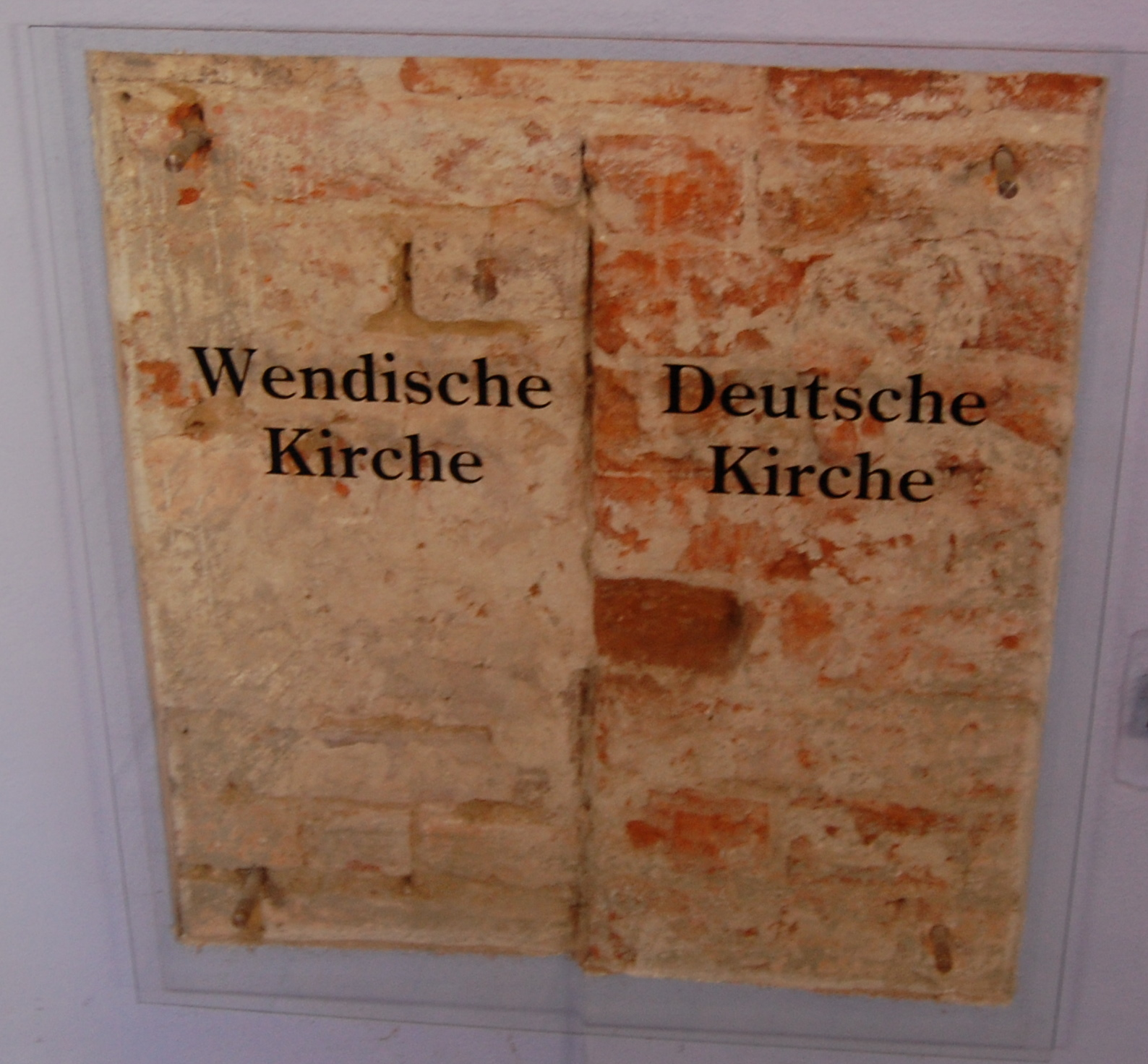
Freigelegte, in der Sakristei aufeinander stoßende Mauerwerke beider Kirchenschiffe

In der Stadt Vetschau nahm der Anteil der deutschen Bevölkerung zu, während das Umland weiter wendisch geprägt blieb. Das deutsche Bürgertum strebte an, sich auch in kirchlichen Fragen von der wendischen Landbevölkerung abzuheben. Die Besucherzahl des deutschsprachigen Gottesdienstes nahm zu, so dass die Kapelle, vermutlich ohne Kanzel und nach einem Brand nur notdürftig repariert, den Ansprüchen nicht mehr genügte. Es gab dann den Befehl, die Schlosskapelle abzureißen und durch eine ordentliche Kirche für die wachsende deutschsprachige Gemeinde zu ersetzen. Die örtlichen Pfarrer sollen dem Neubau ablehnend gegenübergestanden haben.
1689 wurde die Schlosskapelle abgerissen und am 31. März 1690 der Grundstein für die deutsche Kirche gelegt, die nach dreijähriger Bauzeit 1693 fertiggestellt wurde. Auch dieses aus Backsteinen errichtete spätbarocke Kirchenschiff weist einen rechteckigen Grundriss auf und schließt auf voller Länge nördlich an das wendische Kirchenschiff an. Es verfügt über zwei- beziehungsweise dreigeteilte Rundbogenfenster. An der Nordseite und den Ecken wurden gestufte Strebepfeiler gebaut. Auf dem Schiff befindet sich ein vierseitiges Walmdach. Die Decke wurde als hölzernes, verputztes Tonnengewölbe ausgeführt. An der Süd- und Westwand sowie teilweise an der Nordwand ziehen sich zweigeschossige Emporen entlang, in welchen sich die herrschaftlichen Logen befinden. Der Zugang zu den Emporen entstand in der Nordwestecke und der Westseite. Das Portal zum deutschen Kirchenschiff wurde in der Mittelachse der Nordwand angelegt. Am 30. Januar 1694 weihte der Lübbener Generalsuperintendent Daniel Römer den Neubau ein. Es standen nun zwei Kirchenschiffe direkt Wand an Wand. Unabhängig voneinander bestand sowohl eine wendische als auch eine deutsche Gemeinde. Die wendische Kirche blieb Hauptkirche, die prächtigere deutsche Kirche fungierte als Tochterkirche mit einem dort amtierenden Archidiakonus. Eine dem gemeinsamen Ostgiebel vorgesetzte Sakristei verband die beiden Kirchen. Die mit einem zweijochigen Kreuzgratgewölbe ausgestattete Sakristei dürfte gleichzeitig mit dem Bau der deutschen Kirche entstanden sein. Neben der Sakristei wurde auch der Kirchturm vor der wendischen Kirche von beiden Kirchen gemeinsam genutzt.

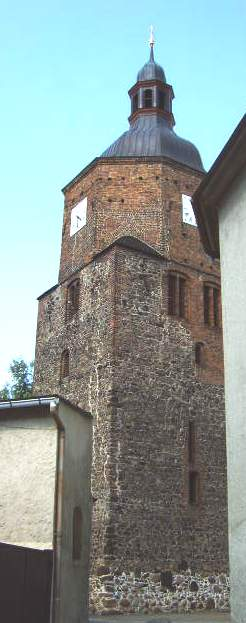
Kirchturm – die Kante des alten Turmstumpfes ist im Mauerwerk am Übergang zur Ausführung in Backstein zu erkennen

### Umbauten
Der Kirchturm war zunächst nur als Ruine bestehen geblieben. 1704 begann der Wiederaufbau, der 1709 abgeschlossen wurde. In diesem Jahr wurde auf den erhalten gebliebenen quadratischen Turmstumpf ein achteckiger, mit Backsteinen verblendeter Aufbau in Fachwerkbauweise errichtet. Den Turmabschluss bildet eine Welsche Haube mit Laterne und Spitze. Bis zur Fertigstellung des Turms war ein hölzerner Glockenstuhl in Gebrauch. Im Jahr 1715 waren dann auch wieder alle Glocken repariert oder umgegossen. Ein aufgerichteter Stern von Betlehem über einem niederliegenden Halbmond bekrönte den Turm, mit dem die Erbauer ihre Freude über den abgewendeten Vormarsch der Türken ausdrückten.
In den Jahren 1847 und 1849 trafen starke Blitzeinschläge die Kirche.
In der Mitte des 19. Jahrhunderts, nach 1853, erfolgte in der wendischen Kirche ein grundlegender Umbau. Um mehr Plätze zu gewinnen, wurden doppelstöckige Emporen an der Nord- und Südseite gebaut. Ein Holztonnengewölbe ersetzte die bisherige, für die Emporen hinderliche, flache Decke. Da durch die Emporen zu wenig Licht in die Kirche gelangt wäre, wurde hinter dem heutigen Altar ein großes halbrundes Fenster eingesetzt. Zugleich wurde eine neue Orgel der Firma Kaltschmidt aus Stettin eingebaut. Die alte Kanzel, die eher einer Tonne geglichen haben soll, wich einem von einem Kreuz gekrönten Kanzelaltar. In den Predellen beiderseits des Kanzelstiels ursprünglich angebrachte Bibelsprüche wurden später übermalt.
Die deutsche Kirche erhielt in dieser Zeit eine neogotische Bemalung, wobei die ursprüngliche prächtige spätbarocke Farbgebung verschwand. Zum Ende des 19. Jahrhunderts, um 1890, wurde die westliche Vorhalle der deutschen Kirche umgebaut. Bei Beibehaltung der Dachkonstruktion wurde das ursprüngliche Fachwerk gegen einen Backsteinbau im neogotischen Stil ausgetauscht. 1899 wurde in dieses Kirchenschiff eine neue Orgel eingebaut. Gleichzeitig entstanden neue Fenster. Die westliche Empore wurde 1935 bauchig vorgezogen.

### Niedergang der wendischen Kirche
1910 wurden die beiden Gemeinden zu einer Parochie vereinigt. Die deutschen Behörden waren zur damaligen Zeit bemüht, die sorbische Kultur und Sprache zugunsten des Deutschen zurückzudrängen. Mit der Einstellung des wendischen Schulunterrichts Anfang des 20. Jahrhunderts verlor die wendische Sprache stark an Bedeutung und Rückhalt. Die Zahl der Besucher des wendischen Gottesdienstes ging stark zurück, der letzte fand im Jahr 1932 statt. Es wird spekuliert, dass möglicherweise in vorauseilendem Gehorsam gegenüber den ab 1933 herrschenden Nationalsozialisten dann keine wendischen Gottesdienste mehr angeboten wurden.

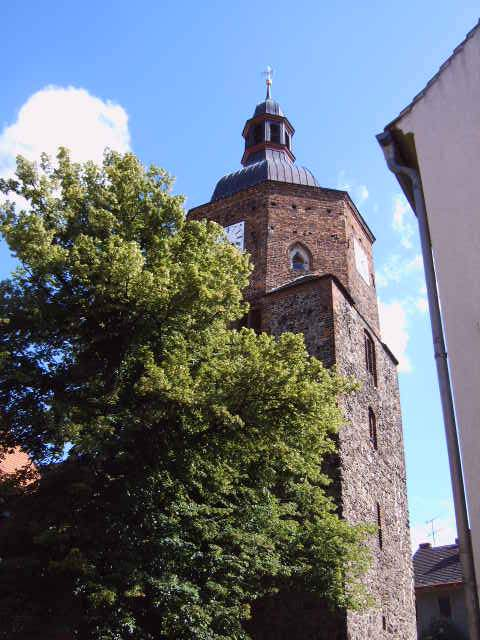
Kirchturm

Bis 1977 waren jedoch beide Kirchenschiffe noch als Raum für regelmäßige Gottesdienste im Gebrauch. Die wendische Kirche wurde nun als Landkirche, die deutsche als Stadtkirche bezeichnet. Ab 1977 wurde die wendische Kirche nur noch als Lagerraum genutzt. So wurden Teile der Dorfkirche von Pritzen eingelagert, die einem Braunkohletagebau weichen musste. 1990 wurde die Orgel in der deutschen Kirche restauriert.

### Nutzung als Kulturkirche
Ab 1995 begann die Nutzung der wendischen Kirche als Kulturkirche, für die sich der am 10. Oktober 1995 gegründete Förderverein Wendische Kirche e. V. einsetzte. In den Jahren 2000 und 2001 wurden beide Kirchen restauriert. Als Raum der Kirchengemeinde dient weiterhin die deutsche Kirche. Die wendische Kirche wurde von der Stadt Vetschau als Kulturkirche per Nutzungsvertrag übernommen. Es finden regelmäßig Konzerte und Ausstellungen statt. Eine Ausstellung erinnert an die durch den Braunkohlentagebau in der Region zerstörten Kirchen.
Seit dem 28. Mai 1995 findet in der wendischen Kirche am Tag des offenen Denkmals ein Gottesdienst in wendischer, also niedersorbischer Sprache statt.

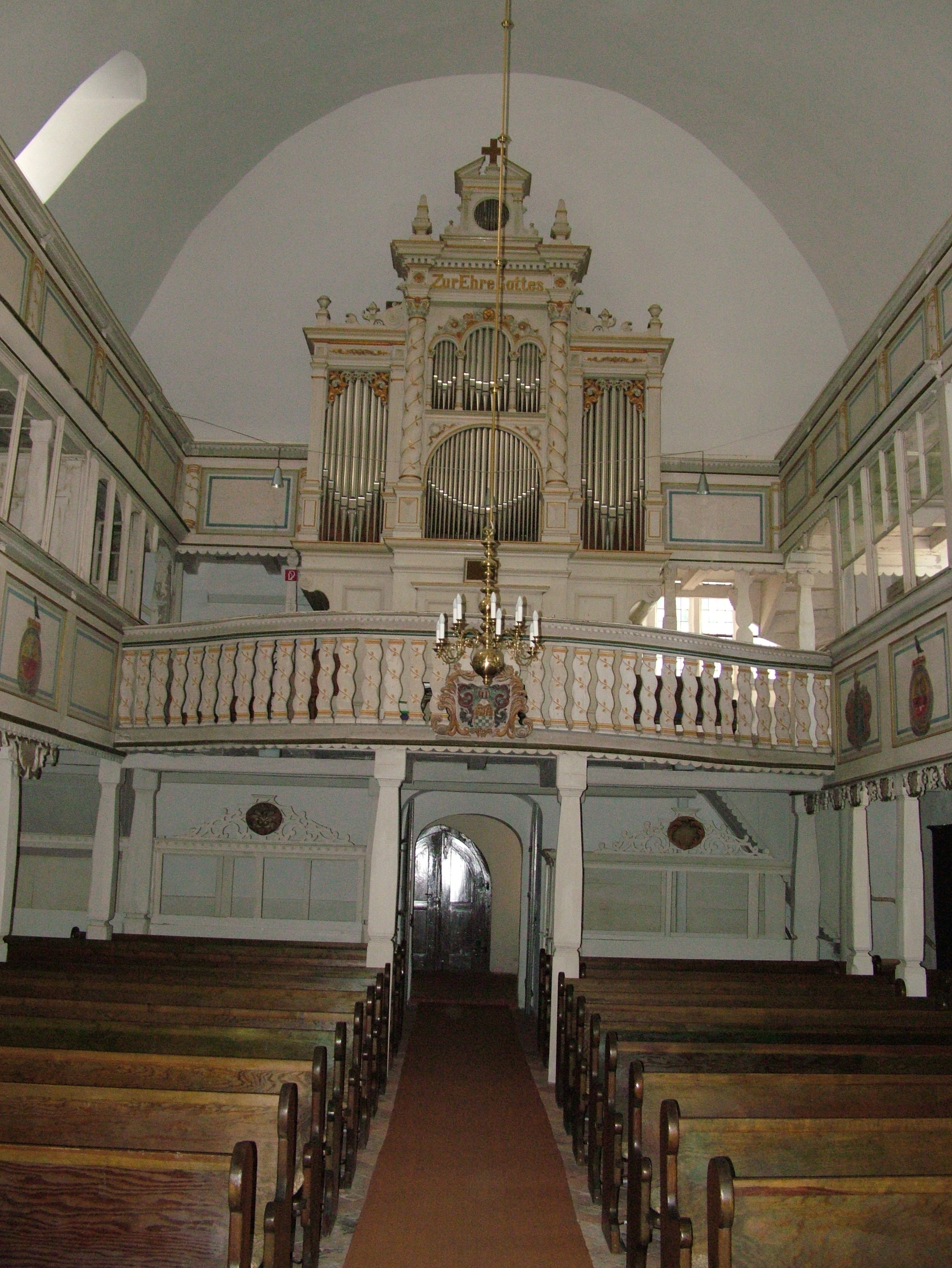
Orgelempore in der deutschen Kirche

## Ausstattung
Bemerkenswert sind in der wendischen Kirche neben den bereits genannten Gegenständen zwei noch vorhandene Grabsteine. Ein Grabstein für den 1686 verstorbenen Eustachius von Schlieben befindet sich in der Nordhälfte des Ostgiebels und ist von einem Akanthusrahmen umgeben, in dem seine Vita aufgeführt wird. Ein weiterer Grabstein stammt vom Anfang des 18. Jahrhunderts und befindet sich in der südlichen Hälfte des Ostgiebels. Der Orgelprospekt ist im neogotischen Stil gestaltet.
Die Ausstattung der deutschen Kirche stammt weitgehend aus ihrer Bauzeit. Die ursprünglich barocke Farbgebung wurde jedoch verändert. Der in der Kirche befindliche Altaraufsatz soll ein Werk von Abraham Jäger aus Doberlug sein. Das Tafelbild des Aufsatzes zeigt das leere Grab Jesu am Ostermorgen. Die hölzerne polygonale Kanzel an der nördlichen Kirchenwand wird von einem als Krone gestalteten Schalldeckel abgeschlossen, der von einem Posaunenengel gekrönt wird. Der Aufgang zur Kanzel erfolgt vom Chor.
Links vom Altar befindet sich ein spätgotischer Taufstein aus dem 13. Jahrhundert, der aus der dem Braunkohleabbau zum Opfer gefallenen Dorfkirche Schönfeld stammt. Die zugehörige Taufschüssel befindet sich in Kittlitz. Rechts vom Altar liegt die sogenannte Fürstenloge. Der Name rührt von einem an der Loge befindlichen Wappen her, das mit einer Fürstenkrone versehen ist.
Bemerkenswert ist auch ein mit der Jahreszahl 1645 versehener Opferkasten in der Vorhalle der deutschen Kirche. Am Kirchturm erinnert eine Tafel an den niedersorbischen Dichter Johannes Bock, der 1569 in Vetschau geboren wurde.

## Orgeln
Die in der deutschen Kirche vorhandene und 1899 innerhalb von fünf Monaten von der Firma Schlag & Söhne aus Schweidnitz (Schlesien) erbaute Orgel stellt mit ihrem Abstromverfahren der pneumatischen Steuerung ein technisches Denkmal dar.
| I. Manual C–f3 |                               |     |
| 1.             | Bordun                        | 16′ |
| 2.             | Principal                     | 8′  |
| 3.             | Gambe                         | 8′  |
| 4.             | Hohlflöte                     | 8′  |
| 5.             | Gemshorn                      | 8′  |
| 6.             | Octave                        | 4′  |
| 7.             | Offenflöte                    | 4′  |
| 8.             | Progressio harmonique 2-3fach |     |
| 9.             | Manual Coppel                 |     |

| II. Manual C–f3 Jalousieschweller |                  |    |
| 10.                               | Flöten Principal | 8′ |
| 11.                               | Lieblich Gedackt | 8′ |
| 12.                               | Schalmei         | 8′ |
| 13.                               | Aeoline          | 8′ |
| 14.                               | Vox cölestis     | 8′ |
| 15.                               | Principal        | 4′ |
| 16.                               | Flûte harmonique | 4′ |

| Pedal C–d1 |                    |     |
| 17.        | Subbaß             | 16′ |
| 18.        | Violon             | 16′ |
| 19.        | Octavbaß           | 8′  |
| 20.        | Cello              | 8′  |
| 21.        | Bassflöte          | 8′  |
| 22.        | Pedal Coppel zu I  |     |
| 23.        | Pedal Coppel zu II |     |

- Feste Kombinationen: Piano/Mezzoforte/Forte
- Windanzeiger, Calcant

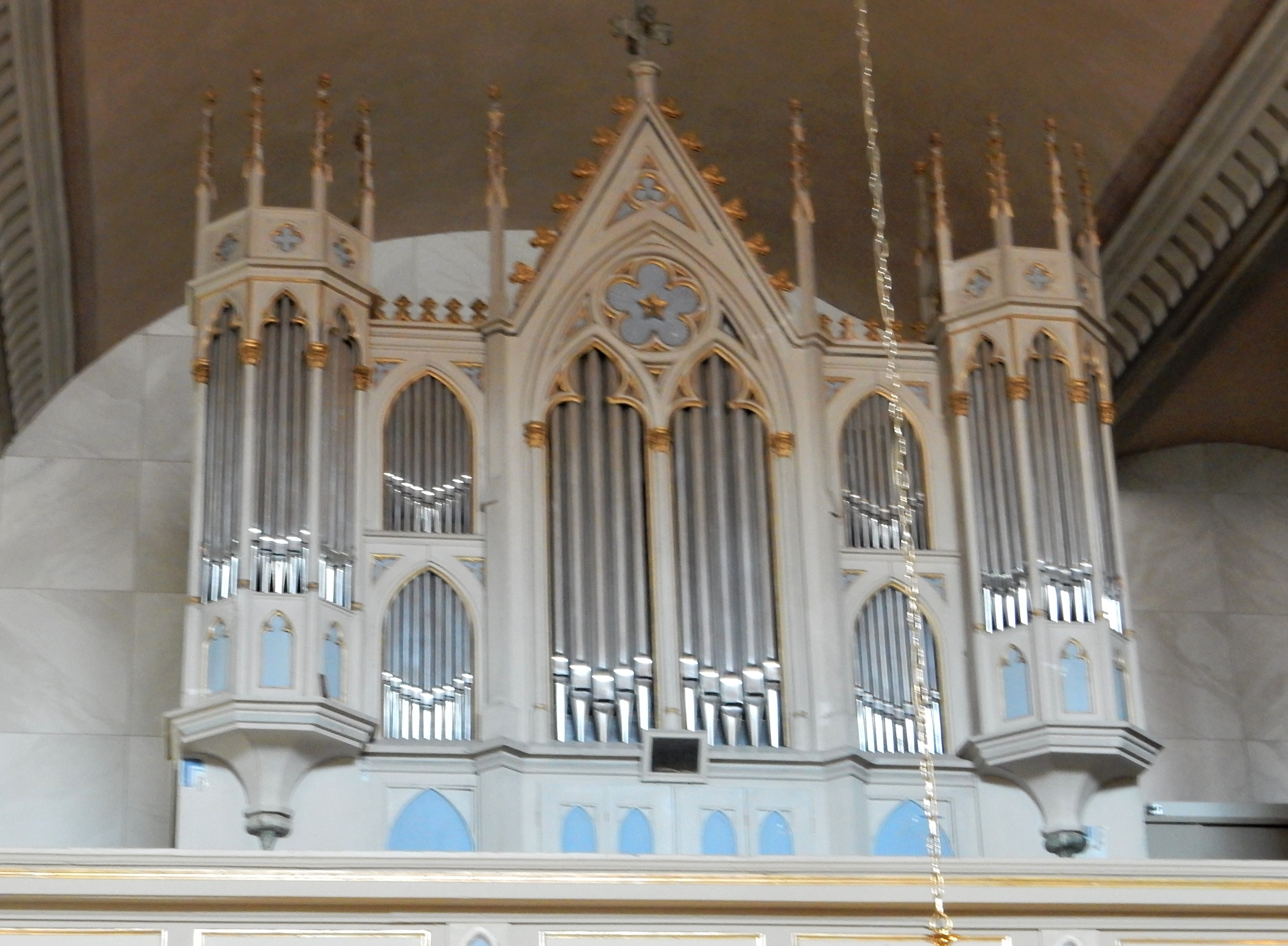
Kaltschmidt-Orgel in der Wendischen Kirche

Das rein mechanische Schleifladen-Instrument in der Wendischen Kirche wurde 1859 von dem Orgelbauer Friedrich Wilhelm Kaltschmidt geschaffen. Es hat 24 Register auf zwei Manualen und Pedal.
| I Hauptwerk C–f3 |             |     |
| 1.               | Bordun      | 16′ |
| 2.               | Principal   | 8′  |
| 3.               | Hohlflöte   | 8′  |
| 4.               | Rohrflöte   | 8′  |
| 5.               | Gambe       | 8′  |
| 6.               | Octave      | 4′  |
| 7.               | Spitzflöte  | 4′  |
| 8.               | Quinte      | 3′  |
| 9.               | Octave      | 2′  |
| 10.              | Mixtur IV-V |     |

| II Schwellwerk C–f3 |                  |    |
| 11.                 | Lieblich Gedackt | 8′ |
| 12.                 | Quintatön        | 8′ |
| 13.                 | Salicional       | 8′ |
| 14.                 | Aeoline          | 8′ |
| 15.                 | Geigen-Principal | 4′ |
| 16.                 | Gemshorn         | 4′ |
| 17.                 | Waldflöte        | 2′ |

| Pedal C–d1 |              |     |
| 18.        | Subbaß       | 16′ |
| 19.        | Baßflöte     | 8′  |
| 20.        | Quintatönbaß | 8′  |
| 21.        | Violon       | 8′  |
| 22.        | Posaune      | 16′ |

- Koppeln: Manualcoppel, Pedalcoppel
- Spielhilfen: Vocator (mit Glocke), Evakuant (Motorschalter)

## Doppelkirche Vetschau in der Literatur
Ehm Welk gibt in seinem Buch Die Lebensuhr des Gottlieb Grambauer eine Begebenheit wieder, die ihm sein Vater Gottfried erzählt hatte und die um 1866 an der Doppelkirche spielt:
Der wendische Oberpfarrer hatte zwei schöne weiße Bänke vor seiner Tür. Da setzten wir uns öfter rauf. Auch mal so’n bisschen mit Mädchen, aber in allen Ehren. Da jagte er uns weg. „Setzt euch lieber auf eine Bank in der Kirche“, sagte er, „aber da sehe ich euch nicht!“. Da wir nun zwei Kirchen Wand an Wand hatten – nämlich die Wendische und die Deutsche – fragte ich: „In welche von beiden sollen wir uns denn setzen?“ Er war wohl verblüfft, aber dann sagte er: „Das ist unserem Herrgott egal!“ Na, dachte ich, dann mal zu, und sagte: „Wenn es dem Herrgott egal ist, warum müssen es denn zweie sein?“ Da schimpfte er was von „frechen Bengels“ und kam hinter uns her.